# Веб лог-аналізатор
Веб лог-аналізатор — це внутрішня локальна програма, що встановлюється на комп'ютер користувача, як правило, сервер. В.лог-аналізатор з певною періодичністю збирає накопичені сервером, на якому розміщений сайт, лог-файли (журнали запису подій про роботу сервера), обробляє дані і зберігає їх у своєму внутрішньому архіві, створює сторінки, що показують статистику користувачеві.
Доступ до такої статистики може здійснюватися як при вході за паролем, так і вільно. 
Крім вебсервера програми аналізатори логів застосовуються до логів проксі-серверів.
Статистика за даними веб лог-аналізатора часто розміщується за адресою типу: www.stat.xxx.xx (де ххх — ім'я домену, хх — доменна зона).

## Приклади
- Вебалайзер — аналізатор логів і збирач статистики на C і Perl.
- AWStats — потужний аналізатор журналів вебсервера, написаний на Perl.
- Analog (Analog (program)[en])
- W3Perl[en]
- Weblog expert
- Octopussy (8Pussy) (Octopussy (software)[en])
- Alterwind Log Analyzer
- Spylog Flexolyzer